# Joo Hyun-Jung
Joo Hyun-Jung, född 3 maj 1982, är en sydkoreansk idrottare som i olympiska sommarspelen 2008 tog guld i bågskytte.

## Meriter

### Olympiska meriter

#### Olympiska sommarspelen 2008
| Namn                                    | Gren         | Rankingrunda | Rankingrunda | 32-delsfinal               | 16-delsfinal                 | 8-delsfinal                | Kvartsfinal                   | Semifinal               | Final              | Final |
| Namn                                    | Gren         | Poäng        | Seed         | Resultat                   | Resultat                     | Resultat                   | Resultat                      | Resultat                | Resultat           | Plats |
| --------------------------------------- | ------------ | ------------ | ------------ | -------------------------- | ---------------------------- | -------------------------- | ----------------------------- | ----------------------- | ------------------ | ----- |
| Joo Hyun-jung                           | Individuellt | 664          | 3            | Romero (COL) (30) W 108-98 | Valeeva (ITA) (62) W 110-108 | Schuh (FRA) (14) W 109-104 | Juanjuan (CHN) (27) L 101-106 | Gick inte vidare        | Gick inte vidare   |       |
| Joo Hyun-jung Park Sung-hyun Yun Ok-hee | Lag          | 2004         | 1            |                            |                              |                            | Italien (9) W 231-217         | Frankrike (5) W 213-184 | Kina (3) W 224-215 | Gold  |